# Alfred Birlem
August Robert Alfred Birlem (* 10. Januar 1888 in Berlin; † 13. April 1956) war ein deutscher Fußballspieler und -schiedsrichter.

## Werdegang
Als aktiver Spieler trat er für Union 92 und den Berliner SC sowie später für Viktoria 89 an. Er kam neunmal in Berliner Städtespielen zum Einsatz.
Zum 1. April 1933 trat er der NSDAP bei (Mitgliedsnummer 1.768.300).
Als Schiedsrichter nahm Birlem an den Fußball-Weltmeisterschaften 1934 in Italien und 1938 in Frankreich teil. Bei beiden Turnieren war er mit 46, bzw. 50 Jahren der älteste der Schiedsrichter. 1934 leitete er die Erstrundenpartie zwischen Spanien und Brasilien (3:1) und war Assistent bei der Viertelfinalbegegnung zwischen Österreich und Ungarn (2:1). 1938 stand er beim Erstrundenspiel zwischen Frankreich und Belgien (3:1) an der Linie und pfiff das Erstrunden-Wiederholungsspiel zwischen Kuba und Rumänien (2:1). Beim Fußballturnier der Olympischen Sommerspiele 1936 in Berlin leitete Alfred Birlem das Spiel um die Bronzemedaille zwischen Norwegen und Polen (3:2).
Insgesamt leitete Birlem zwischen 1927 und 1939 21 Länderspiele.
Alfred Birlem leitete die Endspiele um die deutsche Fußballmeisterschaft 1931/32 zwischen FC Bayern München und Eintracht Frankfurt sowie 1932/33 zwischen Fortuna Düsseldorf und dem FC Schalke 04. Zwei Jahre später war er Schiedsrichter im ersten deutschen Pokalfinale – um den sogenannten Tschammerpokal – zwischen dem 1. FC Nürnberg und Schalke 04.
Ab dem Sommer 1951 leitete er die neu eröffnete Sportschule des VBB am Kleinen Wannsee.